# Choi Woo-jin
Choi Wook-jin (최우진?; 18 luglio 2004) è un calciatore sudcoreano, difensore dell'Incheon Utd.

## Carriera

### Club
Choi ha iniziato a giocare a calcio con la maglia dell'Incheon Utd, che lo ha messo sotto contratto nel 2023. Ha debuttato in prima squadra il 24 settembre nell'incontro di K League 1 pareggiato 1-1 contro il Gangwon ed il 28 ottobre seguente ha segnato il suo primo gol nella trasferta vinta 2-0 contro il Gwangju.

### Nazionale
Il 26 agosto 2024 ha ricevuto la prima convocazione da parte della nazionale sudcoreana.

## Statistiche

### Presenze e reti nei club
Statistiche aggiornate al 10 settembre 2024.
| Stagione        | Squadra         | Campionato      | Campionato | Campionato | Coppe nazionali | Coppe nazionali | Coppe nazionali | Coppe continentali | Coppe continentali | Coppe continentali | Altre coppe | Altre coppe | Altre coppe | Totale | Totale | Totale |
| Stagione        | Squadra         | Comp            | Pres       | Reti       | Comp            | Pres            | Reti            | Comp               | Pres               | Reti               | Comp        | Pres        | Reti        | Pres   | Reti   |        |
| --------------- | --------------- | --------------- | ---------- | ---------- | --------------- | --------------- | --------------- | ------------------ | ------------------ | ------------------ | ----------- | ----------- | ----------- | ------ | ------ | ------ |
| 2023            | Incheon Utd     | KL1             | 5          | 1          | CC              | 0               | 0               | ACL                | 2                  | 1                  | -           | -           | -           | 7      | 2      |        |
| 2024            | Incheon Utd     | KL1             | 22         | 0          | CC              | 2               | 0               | -                  | -                  | -                  | -           | -           | -           | 24     | 0      |        |
| Totale carriera | Totale carriera | Totale carriera | 27         | 1          |                 | 2               | 0               |                    | 2                  | 1                  |             | -           | -           | 31     | 2      |        |